# 史密斯萊克 (明尼蘇達州)
史密斯萊克（英語：Smith Lake）是位於美國明尼蘇達州賴特縣米德爾維爾鎮區的一個非建制地區。

## 歷史
史密斯萊克於1869年成立，得名自附近同名的湖。史密斯萊克的郵局於1871年成立，其後於1914年停運。

## 地理
史密斯萊克所處的海拔為高於海平面320米（即1050英呎），而該地所採用的時區為UTC-6，即北美中部時區（CST）。同時該地設有夏令時間，為UTC-6調快一小時，即UTC-5（CDT）。